# Municipio de Hopewell (Arkansas)
El municipio de Hopewell (en inglés: Hopewell Township) es un municipio ubicado en el condado de Greene en el estado estadounidense de Arkansas. En el año 2010 tenía una población de 328 habitantes y una densidad poblacional de 6,4 personas por km².

## Geografía
El municipio de Hopewell se encuentra ubicado en las coordenadas 36°14′22″N 90°22′57″O / 36.23944, -90.38250. Según la Oficina del Censo de los Estados Unidos, el municipio tiene una superficie total de 51.24 km², de la cual 51,22 km² corresponden a tierra firme y (0,04 %) 0,02 km² es agua.

## Demografía
Según el censo de 2010, había 328 personas residiendo en el municipio de Hopewell. La densidad de población era de 6,4 hab./km². De los 328 habitantes, el municipio de Hopewell estaba compuesto por el 98,48 % blancos, el 0,3 % eran asiáticos y el 1,22 % eran de una mezcla de razas. Del total de la población el 0,61 % eran hispanos o latinos de cualquier raza.